# Nomenclature des composés organiques
 (septembre 2014).
Améliorez-le ou discutez des points à vérifier. 
La N
L'objectif essentiel d'une nomenclature est d'aboutir à des noms de composés chimiques sans ambiguïté, à savoir qu'un même nom ne doit jamais servir à désigner deux composés chimiques différents. Par contre, un même composé chimique suffisamment complexe peut recevoir plusieurs noms différents provenant de différentes nomenclatures, ou même parfois provenant de la même nomenclature.
La nomenclature officielle en chimie organique est la nomenclature IUPAC (Union internationale de chimie pure et appliquée)

## Historique des tentatives de nomenclatures
Le besoin d'une nomenclature s'est fait particulièrement ressentir à la fin du XIXe siècle, devant les progrès de la chimie et le nombre de plus en plus important de molécules connues. Une commission internationale a été formée en 1889, composées principalement de Français. Elle parvient à en définir des règles lors du congrès de Genève de 1892, connue sous le nom de nomenclature de Genève. Elle ne prend cependant pas en compte les molécules aromatiques, ni les composés ayant plusieurs fonctions.
Cette première nomenclature est précisée et complétée en 1930 sous le nom de nomenclature de Liège. Celle-ci sera amendée au cours de différents congrès internationaux, aboutissant à une nouvelle version, publiée en 1958 sous le nom de nomenclature de Paris.

## Généralités
La connaissance d'une espèce en chimie organique revêt deux aspects :
1. La structure, qui est celle de la molécule, définie par la position relative dans l'espace des différents atomes (aspect statique) ;
2. La réactivité, liée à la structure, qui rend compte du comportement vis-à-vis d'autres molécules (aspect dynamique).

### Structure des molécules
Une molécule organique est composée :
- d'un squelette carboné constitué par des enchaînements carbonés aux formes diverses (chaîne, cycle…) ;
- de groupes fonctionnels caractéristiques des fonctions chimiques (alcool, acide, amine, etc.).

Pour chaque molécule, il faut établir la structure en s'appuyant sur des faits expérimentaux (preuves chimiques et spectroscopiques) et proposer une représentation par un symbolisme qui rend compte des différents types de liaison entre les atomes (liaisons doubles, triples, cycle) et aussi de la structure spatiale.

### Nom d'une molécule
Pour obtenir le nom d'une molécule suivant la nomenclature IUPAC, il est conseillé de procéder par étapes successives :
1. On analyse la chaîne carbonée principale du squelette dénombrant les atomes de carbone et en identifiant l’hydrocarbure saturé correspondant ;
2. On ajoute ensuite les préfixes et les suffixes établissant la nature des groupes fonctionnels. On inclut dans ceux-ci les liaisons doubles et triples ;
3. On indique en troisième lieu la position des groupes fonctionnels et des ramifications de la chaîne principale par des chiffres qui sont placés avant le groupe concerné et dont ils sont séparés par un tiret. Si plusieurs chiffres sont nécessaires, on les sépare par une virgule. On veille à numéroter tous les atomes de carbone dans l'ordre de façon que les carbones fonctionnels aient les plus petits numéros possibles.

## Noms des hydrocarbures

### Alcanes
Les alcanes sont des hydrocarbures saturés (simples liaisons uniquement), linéaires, cycliques ou branchés (ramifiés) de formule brute CnH2n+2 (alcanes non cycliques) ou CnH2n (alcanes monocycliques).
| N° Carbone | Alcane R-H : préfixe | Alcane R-H : suffixe | Formule : CnH2n+2 | Alkyle R : préfixe | Alkyle R : suffixe | Formule de R-   | Abréviation |
| ---------- | -------------------- | -------------------- | ----------------- | ------------------ | ------------------ | --------------- | ----------- |
| 1          | méth                 | ane                  | CH4               | méth               | yle                | CH3-            | Méth(a)     |
| 2          | éth                  | ane                  | CH3CH3            | éth                | yle                | CH3CH2-         | Éth(a)      |
| 3          | prop                 | ane                  | CH3CH2CH3         | prop               | yle                | CH3CH2CH2-      | Prop(a)     |
| 4          | but                  | ane                  | CH3(CH2)2CH3      | but                | yle                | CH3(CH2)2CH2-   | But(a)      |
| 5          | pent                 | ane                  | CH3(CH2)3CH3      | pent               | yle                | CH3(CH2)3CH2-   | Pent(a)     |
| 6          | hex                  | ane                  | CH3(CH2)4CH3      | hex                | yle                | CH3(CH2)4CH2-   | Hex(a)      |
| 7          | hept                 | ane                  | CH3(CH2)5CH3      | hept               | yle                | CH3(CH2)5CH2-   | Hept(a)     |
| 8          | oct                  | ane                  | CH3(CH2)6CH3      | oct                | yle                | CH3(CH2)6CH2-   | Oct(a)      |
| 9          | non                  | ane                  | CH3(CH2)7CH3      | non                | yle                | CH3(CH2)7CH2-   | Non(a)      |
| 10         | déc                  | ane                  | CH3(CH2)8CH3      | déc                | yle                | CH3(CH2)8CH2-   | Déc(a)      |
| 11         | undéc †              | ane                  | CH3(CH2)9CH3      | undéc              | yle                | CH3(CH2)9CH2-   | Undéc(a)    |
| 12         | dodéc                | ane                  | CH3(CH2)10CH3     | dodéc              | yle                | CH3(CH2)10CH2-  | Dodéc(a)    |
| 13         | tridéc               | ane                  | CH3(CH2)11CH3     | tridéc             | yle                | CH3(CH2)11CH2-  | Tridéc(a)   |
| 14         | tétradéc             | ane                  | CH3(CH2)12CH3     | tétradéc           | yle                | CH3(CH2)12CH2-  | Tétradéc(a) |
| 15         | pentadéc             | ane                  | CH3(CH2)13CH3     | pentadéc           | yle                | CH3(CH2)13CH2-  | Pentadéc(a) |
| 16         | hexadéc              | ane                  | CH3(CH2)14CH3     | hexadéc            | yle                | CH3(CH2)14CH2-  | Hexadéc(a)  |
| 17         | heptadéc             | ane                  | CH3(CH2)15CH3     | heptadéc           | yle                | CH3(CH2)15CH2-  | Heptadéc(a) |
| 18         | octadéc              | ane                  | CH3(CH2)16CH3     | octadéc            | yle                | CH3(CH2)16CH2-  | Octadéc(a)  |
| 19         | nonadéc              | ane                  | CH3(CH2)17CH3     | nonadéc            | yle                | CH3(CH2)17CH2-  | Nonadéc(a)  |
| 20         | icos ‡               | ane                  | CH3(CH2)18CH3     | icos               | yle                | CH3(CH2)18CH2-  | Eicos-      |
| 21         | hénicos              | ane                  | CH3(CH2)19CH3     | hénicos            | yle                | CH3(CH2)19CH2-  | Hénéicos-   |
| 22         | docos                | ane                  | CH3(CH2)20CH3     | docos              | yle                | CH3(CH2)20CH2-  | ?           |
| 23         | tricos               | ane                  | CH3(CH2)21CH3     | tricos             | yle                | CH3(CH2)21CH2-  | ?           |
| 30         | triacont             | ane                  | CH3(CH2)28CH3     | triacont           | yle                | CH3(CH2)28CH2-  | Triacont-   |
| 31         | hentriacont          | ane                  | CH3(CH2)29CH3     | hentriacont        | yle                | CH3(CH2)29CH2-  | ?           |
| 32         | dotriacont           | ane                  | CH3(CH2)30CH3     | dotriacont         | yle                | CH3(CH2)30CH2-  | ?           |
| 33         | tritriacont          | ane                  | CH3(CH2)31CH3     | tritriacont        | yle                | CH3(CH2)31CH2-  | ?           |
| 40         | tétracont            | ane                  | CH3(CH2)38CH3     | tétracont          | yle                | CH3(CH2)38CH2-  | Tétracont-  |
| 50         | pentacont            | ane                  | CH3(CH2)48CH3     | pentacont          | yle                | CH3(CH2)48CH2-  | ?           |
| 60         | hexacont             | ane                  | CH3(CH2)58CH3     | hexacont           | yle                | CH3(CH2)58CH2-  | ?           |
| 100        | hect                 | ane                  | CH3(CH2)98CH3     | hect               | yle                | CH3(CH2)98CH2-  | ?           |
| 132        | dotriacontahect      | ane                  | CH3(CH2)130CH3    | dotriacontahect    | yle                | CH3(CH2)130CH2- | ?           |

† La forme hendécane n'est pas recommandée.
‡ La forme « eicos- » est désuète .

#### Alcanes ramifiés ou alkylalcanes
Ils sont constitués :
- d'un alcane de base qui est celui qui possède la chaîne hydrocarbonée la plus longue ;
- de ramifications alkyles (chaînes hydrocarbonées plus courtes) qui peuvent à leur tour être ramifiées.

Pour nommer un hydrocarbure ramifié, on désigne les chaînes latérales par des préfixes accolés au nom de l'hydrocarbure de base.

##### Nommer un alkylalcane dont la formule est donnée
- Trouver la chaîne hydrocarbonée la plus longue à considérer comme l'alcane de base et lui donner un nom.
- Identifier tout groupe alkyle branché sur l'alcane et lui donner un nom (radical) ; placer ce nom en préfixe devant le nom de l'alcane de base en respectant l'ordre alphabétique.
- Faire précéder le nom de chaque radical par un chiffre indiquant la position de la ramification sur l'alcane de base ; la numérotation de l'alcane de base se fait d'un bout à l'autre de façon que la somme des indices soit la plus faible possible. L'indice (il y en a autant que de ramifications) est toujours placé devant le nom auquel il se réfère.

Exemple
- 3-éthyl-4-méthylhexane : 3-Éthyl-4-méthylhexane

En cas de choix de numérotation des substituants, on doit donner l'indice le plus bas au radical prioritaire par ordre alphabétique.

##### Écrire la formule chimique d'un alcane dont le nom est donné
- Écrire autant de carbones que l'exige le nom de l'alcane de base et numéroter chacun de ses atomes.
- Faire de même avec les radicaux en les positionnant sur l'alcane de base selon le numéro du carbone porteur sur l'alcane de base.

#### Cycloalcanes
- Les alcanes monocycliques de formule brute CnH2n sont nommés en faisant précéder du préfixe cyclo le nom de l'alcane.

Exemples : cyclobutane, cycloheptane, 1,1,3-triméthylcyclopentane.
- Les alcanes bicycliques prennent le nom de l'alcane linéaire de même nombre d'atomes de carbone précédé du préfixe bicyclo. Après ce préfixe, on met entre crochets le nombre d'atomes de carbone de chacun des trois ponts séparés par des points. On numérote les atomes du cycle à partir d'une tête de pont en numérotant en premier la chaine la plus longue conduisant à l'autre tête de pont, on continue en numérotant la chaine moyenne en revenant vers la première tête de pont puis on termine par la plus courte.

Bicyclo[4.4.0]décane ou décaline.
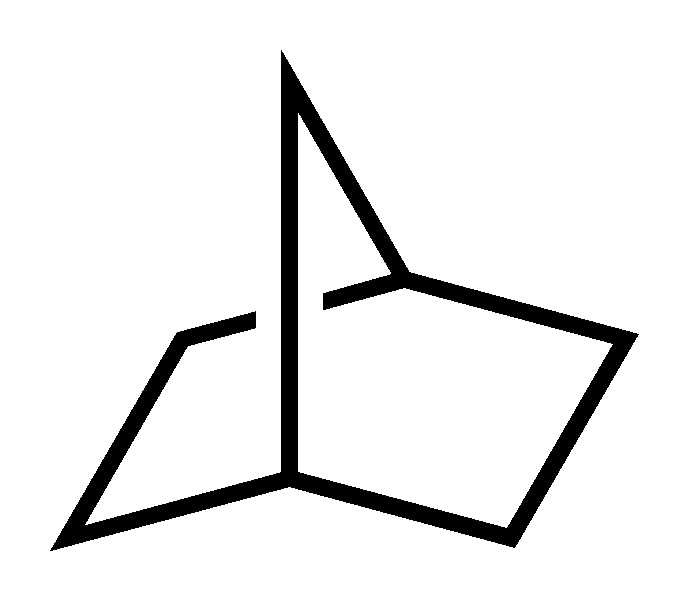
Bicyclo[2.2.1]heptane ou norbornane.
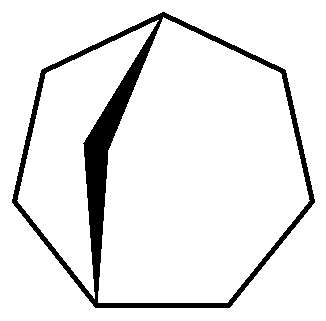
Bicyclo[3.2.1]-octane.

### Hydrocarbures insaturés
On parle d'hydrocarbure insaturé lorsque certaines liaisons entre les atomes de carbone du squelette carboné sont doubles ou même triples, les autres étant simples.

#### Alcènes
Formule brute de la forme CnH2n pour les chaines portant une seule double liaison (pour plusieurs doubles liaisons cette formule n'est pas utilisable).
Les alcènes contiennent au moins une liaison C-C double. Le nom d'un alcène est calqué sur celui des alcanes : le suffixe -ane est remplacé par le suffixe -ène et la position de la double liaison doit être précédée d'un indice de position le plus bas pour le premier carbone de la liaison.
Les hydrocarbures portant deux doubles liaisons sont appelés « alcadiènes ».

##### Exemples
CH3-CH2CH=CH2              but-1-ène
CH3CH=CHCH2CH=CHCH3        hepta-2,5-diène

##### Groupes dérivés des alcènes
- Groupes alcényle
  - CH2=CH-     éthényle ou vinyle
  - CH2=CH-CH2-   prop-2-ényle ou allyle
- Groupes alkylidène
  - CH3CH=O      éthylidène
- Groupes alkylène : groupes divalents dérivés des alcanes par élimination d'un hydrogène à chaque extrémité de la chaine
  - CH2-       méthylène
  - CH2=CH-     vinylène

#### Alcynes
Les alcynes contiennent au moins une liaison C-C triple. Le nom d'un alcyne est obtenu à partir du nom de l'alcane en remplaçant le suffixe -ane par le suffixe -yne. La numérotation des carbones s'effectue de la même façon que pour les alcènes.
Exemples d'alcènes et d'alcynes

### Hydrocarbures aromatiques
Les plus courants sont en général dérivés du benzène.

#### Hydrocarbures désignés par un nom trivial
Exemples :

Toluène ou méthylbenzène.
Cumène ou isopropylbenzène.
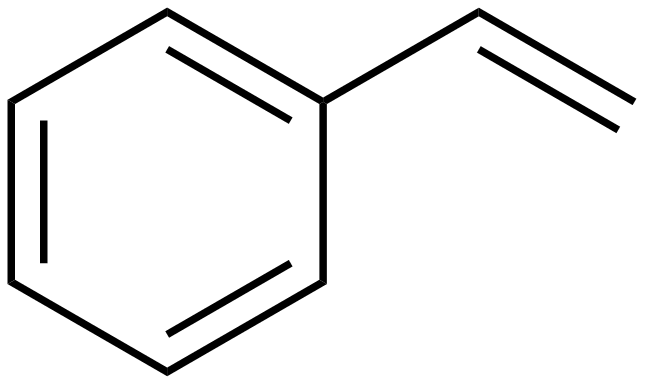
Styrène ou vinylbenzène.

#### Cas des dérivés du benzène disubstitué
- En position 1,2 position ortho (o).
- En position 1,3 position méta (m).
- En position 1,4 position para (p).

Exemples : o-dichlorobenzène, p-bromotoluène.
Les hydrocarbures aromatiques forment des groupes aryle :

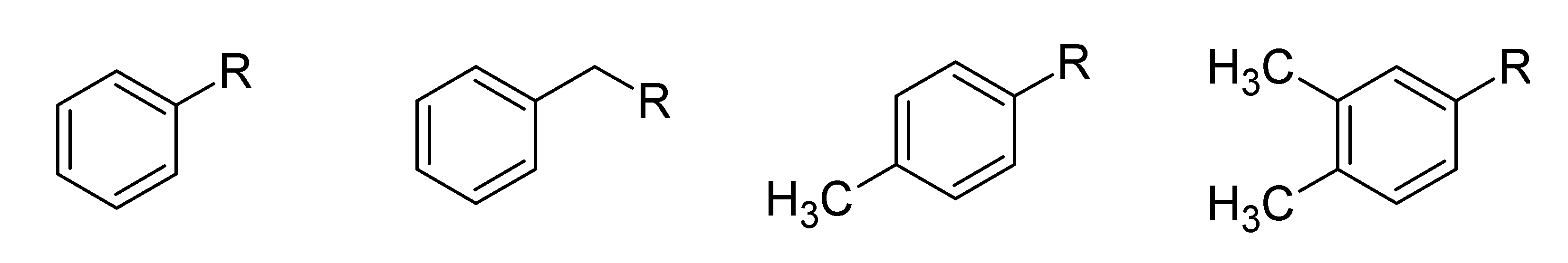
Divers groupes aryle : phényle, benzyle, p-tolyle, o-xylyle (de gauche à droite).

#### Hydrocarbures aromatiques polycycliques
Exemples d'hydrocarbures aromatiques polycycliques (HAP) connus :

Naphtalène.
Anthracène.
Phénanthrène.

## Dérivés fonctionnels des hydrocarbures
Les fonctions organiques sont signalées dans la composition du nom d'un dérivé polyfonctionnel d'hydrocarbure soit par un préfixe soit par un suffixe.
- La fonction principale est en suffixe.
- Toutes les autres fonctions sont en préfixe selon une hiérarchie définie.

### Fonctions organiques toujours signalées en préfixe
| Fonction | Préfixe |
| -------- | ------- |
| -Br      | bromo   |
| -Cl      | chloro  |
| -N=N-    | diazo   |
| CH3CH2O- | éthoxy  |
| -F       | fluoro  |
| -I       | iodo    |
| CH3O-    | méthoxy |
| -NO2     | nitro   |
| -NO      | nitroso |

Voir le Tableau 9 « Groupes caractéristiques désignés uniquement par des préfixes en nomenclature substitutive » dans la section R-4.1 de la Nomenclature IUPAC en anglais.

### Principales fonctions organiques classées par ordre de priorité décroissante
| Fonction           | Si prioritaire | Si non prioritaire |
|                    | → suffixe      | → préfixe          |
| ------------------ | -------------- | ------------------ |
| Acide carboxylique | -oïque         | ---                |
| Sel d'acide        | -oate          | ---                |
| Halogénure d'acyle | -oyle          | ---                |
| Nitrile            | -nitrile       | ---                |
| Aldéhyde           | -al            | -no -oxo…          |
| Cétone             | -no -one       | -no -oxo…          |
| Alcool             | -no -ol        | -no -hydroxy…      |
| Amine              | -no -amine     | -no -amino…        |
|                    |                |                    |

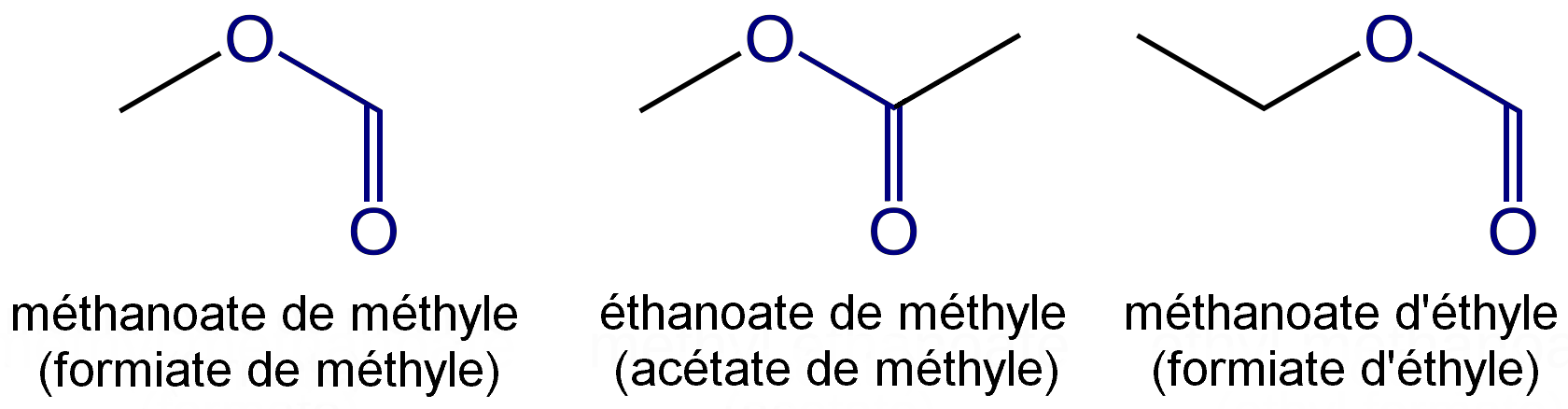
Formule de trois esters carboxyliques simples.

- Cas où l'atome de carbone portant la fonction ne fait pas partie de la chaîne principale

| Fonction           | Si prioritaire | Si non prioritaire        |
|                    | → suffixe      | → préfixe                 |
| ------------------ | -------------- | ------------------------- |
| Acide carboxylique | -carboxylique  | -no -carboxy…             |
| Sel d'acide        | -carboxylate   | ---                       |
| Halogénure d'acyle | -carbonyle     | -no -halogénocarbonyl (*) |
| Nitrile            | -carbonitrile  | -no -cyano…               |
| Aldéhyde           | -carbaldéhyde  | -no -formyl…              |

(*) Halogénocarbonyl- remplace halogénoformyl- qui était employé dans l'édition 1979 de la nomenclature IUPAC (cf. les liens externes).
Voir le Tableau 5 « Suffixes et préfixes pour quelques groupes caractéristiques importants en nomenclature substitutive » et le Tableau 10 « Classes générales de composés rangés par ordre de priorité décroissante pour le choix et la dénomination d'un groupe caractéristique principal » dans la section R-4.1 de la Nomenclature IUPAC en anglais.

### Exemples
Pour la méthode d'attribution du nom, voir « Nom d'une molécule ».
Pour nommer la chaîne principale, voir « Noms des hydrocarbures ».
On attribue l'indice de position le plus petit au carbone du (ou portant le) groupe prioritaire.
Ce groupe, désigné par un suffixe, porte le nom de groupe principal.
Les suffixes d’insaturation (C=C et C≡C) ne sont pas prioritaires devant les autres suffixes.
Les groupes non prioritaires sont désignés par des préfixes.
Les groupes en préfixe sont placés dans l'ordre alphabétique dans le nom de la molécule.
Le nom de la molécule se forme alors de la façon suivante :
| Préfixes + Chaîne principale + Suffixes d'insaturation + Suffixe du groupe principal |

Les ouvrages consultés sont en référence,,,.
- H3C-CHOH-CH2-CH3

La chaîne principale présente quatre atomes de carbone >> Hydrocarbure saturé correspondant : butane
| Groupe      | Formule       | Suffixe | Préfixe | Indice de position |
| ----------- | ------------- | ------- | ------- | ------------------ |
| Prioritaire | -OH (alcools) | -ol     |         | 2                  |

Nom de la molécule : butan-2-ol
- CHCl2-C(CH3)2-C(=O)-CHOH-COOH

La chaîne principale présente cinq atomes de carbone >> Hydrocarbure saturé correspondant : pentane
| Groupe                          | Formule                      | Suffixe | Préfixe           | Indice de position |
| ------------------------------- | ---------------------------- | ------- | ----------------- | ------------------ |
| Prioritaire                     | -COOH (acides carboxyliques) | -oïque  |                   | 1                  |
| Non prioritaire                 | -OH (alcools)                |         | hydroxy-          | 2                  |
| Non prioritaire                 | -C(=O)- (cétones R-CO-R’)    |         | oxo-              | 3                  |
| Toujours désigné par un préfixe | -Cl (nombre : 2)             |         | chloro- dichloro- | 5 et 5             |
| Ramification                    | -CH3 (nombre : 2)            |         | méthyl- diméthyl- | 4 et 4             |

Les groupes en préfixe sont placés dans l’ordre alphabétique ; les préfixes multiplicatifs (préfixes numériques di-, tri-, tétra-, etc.) ne modifient pas l'ordre alphabétique établi.
Nom de la molécule: acide 5,5-dichloro-2-hydroxy-4,4-diméthyl-3-oxopentanoïque
- H3C-CH2-C(CH3)=CH-CH2-C≡N

La chaîne principale présente six atomes de carbone >> Hydrocarbure saturé correspondant : hexane
| Groupe       | Formule         | Suffixe                                              | Préfixe | Indice de position |
| ------------ | --------------- | ---------------------------------------------------- | ------- | ------------------ |
| Prioritaire  | -C≡N (nitriles) | -nitrile                                             |         | 1                  |
| Insaturation | >C=C< (alcènes) | -ène (se substitue au -ane de l'hydrocarbure saturé) |         | 3                  |
| Ramification | -CH3            |                                                      | méthyl- | 4                  |

Nom de la molécule : 4-méthylhex-3-ènenitrile
- HO-CH2-CHOH-CH2-CH2OH

La chaîne principale présente quatre atomes de carbone >> Hydrocarbure saturé correspondant : butane
| Groupe      | Formule          | Suffixe    | Préfixe | Indice de position |
| ----------- | ---------------- | ---------- | ------- | ------------------ |
| Prioritaire | -OH (nombre : 3) | -ol -triol |         | 1, 2 et 4          |

Indices de position : 1, 2, 4 (numérotation de gauche à droite) et 1, 3, 4 (numérotation de droite à gauche) ; l'ensemble des indices doit être le plus petit possible : cet ensemble est celui qui comporte l'indice le plus bas dès qu'il apparaît une différence.
Nom de la molécule : butane-1, 2, 4-triol
- O=-COOH

La chaîne principale est un cycloalcane à cinq atomes de carbone >> cyclopentane
| Groupe          | Formule                                       | Suffixe                                                                   | Préfixe | Indice de position |
| --------------- | --------------------------------------------- | ------------------------------------------------------------------------- | ------- | ------------------ |
| Prioritaire     | -COOH                                         | -carboxylique (le C du groupe ne fait pas partie de la chaîne principale) |         | 1                  |
| Non prioritaire | O=(C)< (cétones) le C est un carbone du cycle |                                                                           | oxo-    | 3                  |

Nom de la molécule : acide 3-oxocyclopentane-1-carboxylique

## Enseignement

### En France
L'enseignement de la nomenclature des composés organiques commence en première.

#### En première générale spécialité physique-chimie
Les élèves apprennent à nommer les alcanes ainsi que les ramifications alkyle. Ils apprennent aussi à identifier les groupes caractéristiques hydroxyle, carbonyle et carboxyle puis à nommer leurs familles fonctionnelles correspondantes : respectivement les alcools, les aldéhydes/les cétones et les acides carboxyliques.

#### En terminale générale spécialité physique-chimie
Les élèves apprennent à nommer les familles fonctionnelles : esters, halogénoalcanes, amine et amide ainsi qu'à identifier les groupes caractéristiques correspondants.